# مات فينلي
مات فينلي (بالإنجليزية: Matt Finley)‏ هو عازف جاز أمريكي، ولد في 17 أغسطس 1951.